# 鲍德尔 (南达科他州)
鲍德尔（英語：Bowdle）是美国南达科他州下属的一座城市。根据2010年美国人口普查，该市有人口499人。论人口在本州排行第116。